# Paraponychus kodaikanalensis
Paraponychus kodaikanalensis är en spindeldjursart som först beskrevs av Gupta 1984.  Paraponychus kodaikanalensis ingår i släktet Paraponychus och familjen Tetranychidae. Inga underarter finns listade i Catalogue of Life.